# バート・ラウターベルク・イム・ハルツ

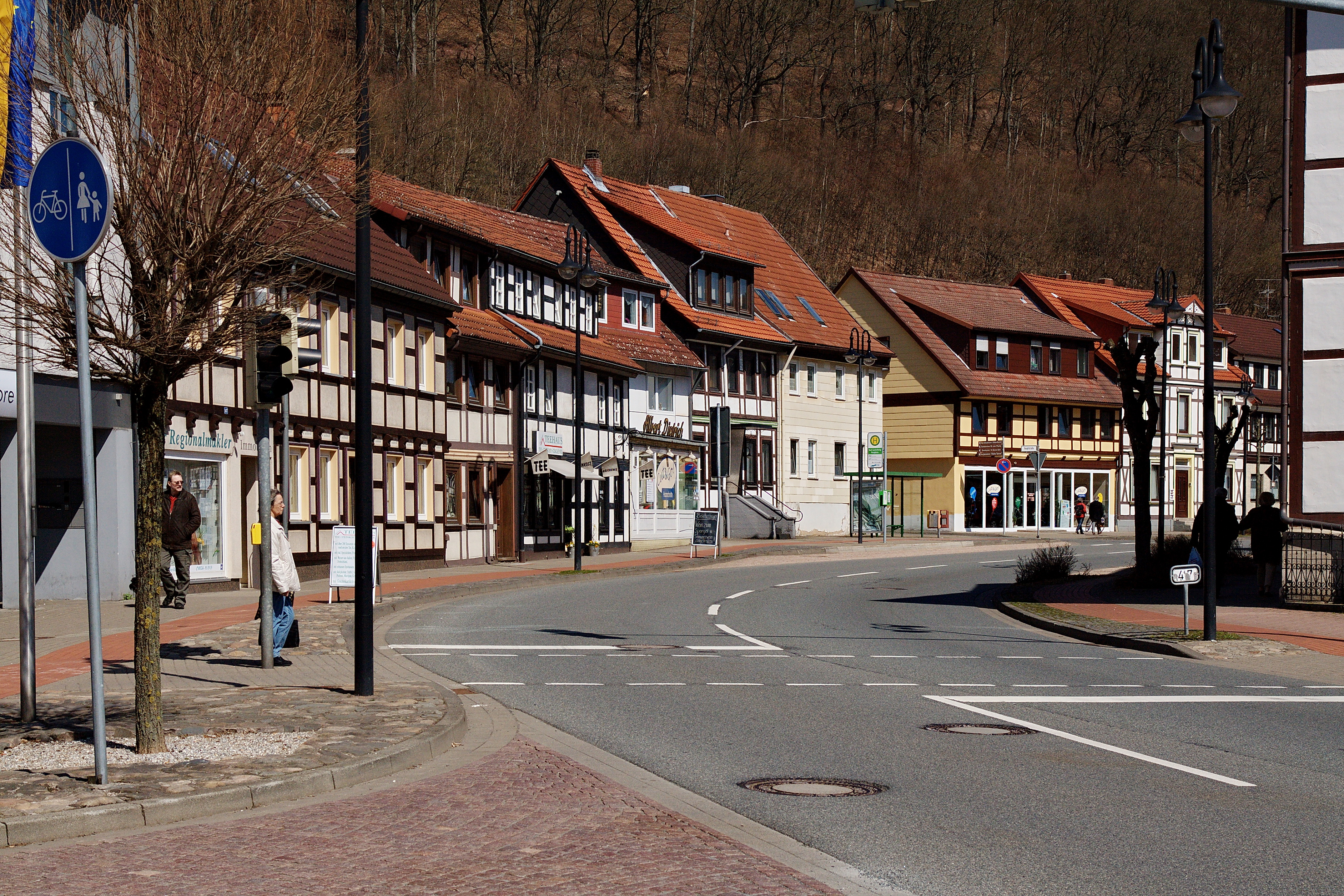
バート・ラウターベルク・イム・ハルツの街並み

バート・ラウターベルク・イム・ハルツ (ドイツ語: Bad Lauterberg im Harz, ドイツ語発音: [baːt ˈla͜utɐbɛrk ɪm ˈhaːɐ̯t͜s]) は、ドイツ連邦共和国ニーダーザクセン州南部のゲッティンゲン郡に属す都市である。かつてはハルツ山中の鉱山町であったが、現在は州指定のクナイプ式水浴場およびシュロート療法の湯治場として知られている。

## 地理

### 位置
バート・ラウターベルクはオーバーハルツの南の支脈沿いに位置し、ハルツ自然公園の山並みで囲まれている。シュテーバーハイ（自治体に属さない地域ハルツ）付近は海抜 720 メートルに達し、混交林で覆われている。市の中心部のすぐ北側にクンメルベルク (536 メートル) およびハウスベルク (約 420 メートル)、その西側にハイベークスケプフェ (465.2 メートル) 市域の東にはショルベン (575.1 メートル) がそびえている。本市はゲッティンゲンから約 40 キロメートル、ブラウンシュヴァイクから約 72 キロメートルの距離（いずれも直線距離）にある。街は高度 296 メートルのオーダー川沿いに位置しており、市内でルッター川がオーダー川に合流する。街の北東にはオーダータール堰、南にオーバーハルツ水利システムの一部をなす堰止め湖ヴィーゼンベーカー池がある。

### 隣接する市町村
本市に隣接する市町村は、西がヘルツベルク・アム・ハルツ、北がブラウンラーゲ、南東がバート・ザクサである。

### 市の構成
1972年7月1日の地域再編以降、バート・ラウターベルク市は以下の地区に細分される:
- バート・ラウターベルク（ツェントルム、アウエ、オーダータールを含む）
- バルビス（オーダーフェルト、アルトバルビス、ケーニヒスハーゲンを含む）
- バルトルフェルデ
- オスターハーゲン

## 歴史

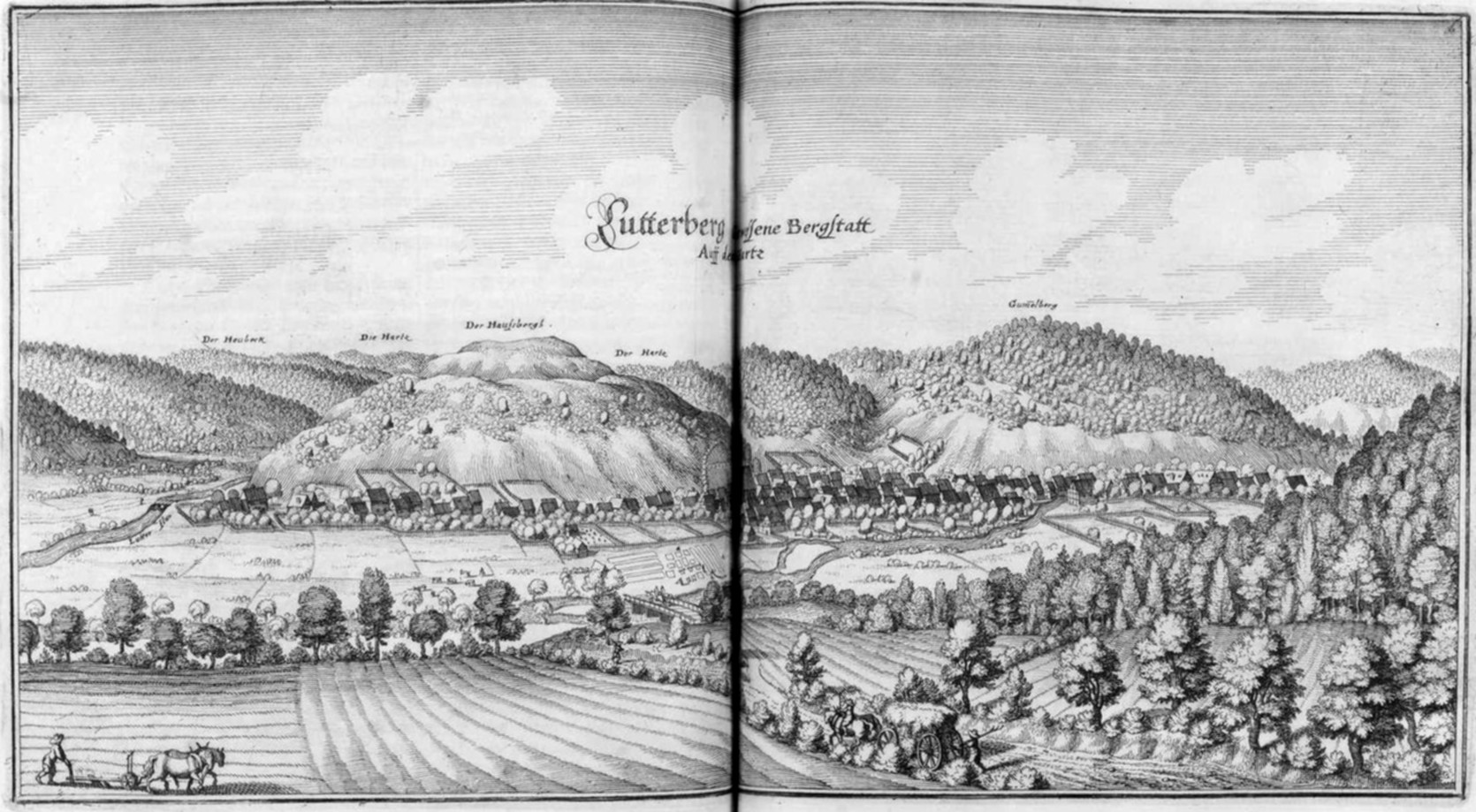
マテウス・メーリアンの銅版画に描かれた17世紀中頃のルッタースベルク

### ルッターベルク城の築城
シャルツフェルトのジーゲボード2世伯は、1183年にハウスベルクにルッターベルク城を築城した。この城は、約20年後の1202年にハルツ周辺の城砦とともに初めて文献に記録された。ルッターベルク城の最後の伯ハイデンライヒ3世が1398年に亡くなると、ミンニンゲローデ騎士家が4年間この城を領したが、その後最終的にホーンシュタイン伯に譲渡された。ルッターベルク城は1415年にグルーベンハーゲン公とホーンシュタイン伯との争いによって破壊され、再建されなかった。

### 鉱業の発展
ルッターベルク伯は1521年に鉱山特権を発令し、鉱山で働く坑夫らに特別な権利を与えた。これによりエルツ山地からこの街に坑夫を引き抜くことに成功した。ハウスベルクの麓の小村ルッタードルフは鉱山町に成長していった。この街は1619年から1年に2回市場を開く許可を得た。
三十年戦争で、1641年にこの街は略奪に遭った。街はほぼ完全に焼き払われ、焼失を免れた家は3軒だけであった。再興後の1705年にルッタータールに銅の精錬所が設けられ、1733年にケーニヒスヒュッテ精錬所が建設された。後者は1820年に鋳造所と高炉が増築された。この鋳造所は2001年まで稼働していた。1830年から1868年までの間にラウターベルクにおける銅の採掘は終了した。ヴォルケンヒューゲル坑での重晶石の採掘は2007年6月まで続けられた。

### 湯治場への発展
エルンスト H. B. リッチャー博士は、早くも1839年に鉱業とは異なる発展の道が必要であることに気づき、水治療所を創設した。1900年には人口 5,305人に対して、湯治客は 5,004人にのぼった。1866年には工期10年のクアパークの建設が始まった。40年後にこの街はヒルデスハイム管区当局により「バート」（温泉、湯治場を意味する）の称号が付与され、都市名はバート・ラウターベルク・イム・ハルツになった。ミュンヘンの衛生顧問官のヨーゼフ・マイヤー博士は1926年にクナイプ療法を導入し、その後シュロート湯治法も採用された。1926年にクナイプ協会が設立された。
工業化に伴い、19世紀半ばから様々な産業や企業が進出してきた。その一部は非常に多くの従業員を擁していた。筆の製造（アドラー、リヒターなど）、椅子および家具製造（ゲルマニア、ベーメ、ブレートホルン、ハルテンホフ）、マッチ製造（ダイク）、ボタン製造、工作機械製造（クールマン）、鉄鋼・板金加工（MIAG）、鋳造業および水車製造（ケーニヒスヒュッテ）などである。エネルギー源として確実な役割を演じたのが、オーダー川の水力であった。現在までにおよそ5つの異なる水路系が遺されている。
バート・ラウターベルクは1929年に都市権を得た。その翌年にオーダータール堰のためのダム建設が始まり、1934年に完成した。第二次世界大戦末期にバート・ラウターベルク周辺で戦闘が行われ、54軒の建物と153戸の住まいが破壊された。これは全市の 8 % にあたる。本市は最終的にアメリカ軍によって占領され、イギリス軍の管理地域に含まれた。
1945年以後、旧ドイツ東部領土から放逐された人々が流入したために人口が著しく増加した。シレジア、ポンメルン、ズデーテン、東プロイセンから数千人に及ぶ人々がこの街を新たな故郷とした。戦後空になっていたオーダータール共同倉庫（外国人労働者収容所）がこうした人々の定住に重要な役割を果たした。1949年、ERPを介して多くの新しい住民がアウエ地区に新しく建設された共同住宅に入居した。これと並行して同じくアウエ地区に多くの一戸建て住宅が建設された。こうした難民を活用した労働力のポテンシャルを背景に、1945年以後一連の大小の製造業者が定着していった。たとえば、DETA（蓄電池）、フォウクス（ログハウス）、トリンクス（断熱板）、シュナイダー（木材研磨）、ディリンスキ家具工房（キャビネットシステム）などである。
1949年にこの街は公式にクナイプ水浴場を称し、1968年に州認定のクナイプ水浴場となった。1982年にはシュロート療法の湯治場にも認定された。
2005年に古い駅の代償として、バート・ラウターベルク＝バルビス駅がクアパーク内の停車場として開業した。本市は2008年に創設825周年を祝った。
2016年11月1日にオステローデ・アム・ハルツ郡とゲッティンゲン郡が合併して以後バート・ラウターベルク・イム・ハルツはゲッティンゲン郡に属している。

### 市町村合併
1972年7月1日にバルビス、バルトルフェルデ、オスターハーゲンが本市に合併した。

## 住民

### 人口推移
| 年   | 人口（人） | 増減率     |
| ---- | ---------- | ---------- |
| 1961 | 14,832     |            |
| 1970 | 14,573     | － 01.75 % |
| 1987 | 12,884     | － 11.59 % |
| 1990 | 13,318     | + 03.37 %  |
| 1995 | 12,901     | － 03.13 % |
| 2000 | 12,169     | － 05.67 % |
| 2005 | 11,717     | － 03.71 % |
| 2010 | 11,124     | － 05.06 % |
| 2011 | 11,080     | － 00.40 % |
| 2013 | 10,671     | － 03.69 % |
| 2014 | 10,626     | － 00.42 % |

1961年（6月6日）と1970年（5月27日）の人口は後に合併する地区の人口を加算している。

### 宗教

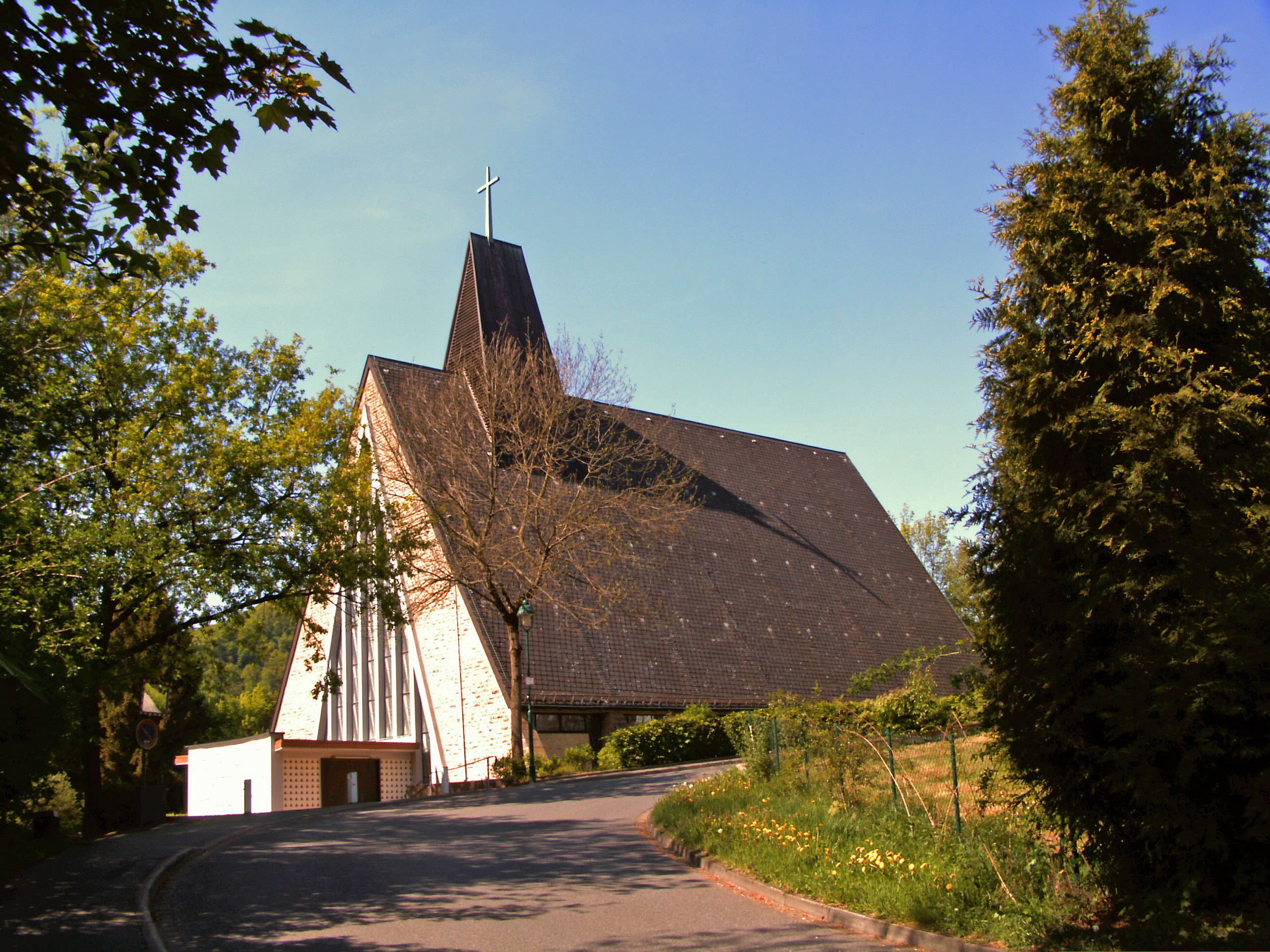
聖ベンノ教会

ハウプト通り沿いに歴史的な聖アンドレアス教会がある。1965年から1966年に街の西部シュトレンヴァークに聖パウルス教会が建設され、1972年から1973年に教区集会所が設けられた。両教会組織は福音主義ルター派のヘルツベルク教会クライスに属している。このほかにバルビス地区、バルトルフェルデ地区、オスターハーゲン地区にそれぞれルター派の教会がある。
カトリックの聖ベンノ教会はキルヒベルクにある。この教会はヨーゼフ・フェーリヒによって設計され、1963年に完成した。1920年にカトリック教会は旧学生寄宿舎を購入した。現在のレンスヴェークの聖ベンノ教会クナイプ式サナトリウムである。聖ベンノ教会が拡張されるまではここで礼拝が行われていた。司祭館は、バート・ラウターベルクに司祭区を初めて設けたヨーゼフ・ミュラーにちなんで名付けられている。この教会区はヒルデスハイム司教区ネルテン＝オステローデ首席司祭区に属している。バート・ザクサ、ブラウンラーゲ、ザンクト・アンドレアスベルク、ヴァルケンリートのカトリック教会もこの首席司祭区に属している。
新使徒派教会はアン・デン・ルッターヘーフェン通りにある。この教会組織はゲッティンゲン教会管区に属す。現在のバルトルフェルデ地区では、1881年に現在の新使徒派教会が創設され1993年まで存続していた。

## 行政

### 議会
バート・ラウターベルク・イム・ハルツの市議会は 20議席で構成されている。人口 10,001人から 11,000人の自治体の議員定数は 26人である。市議会決議に基づき、2006年から2011年までの任期の議員数は定数から 6議席減じた 20議席となっている。市議会議員は5年ごとに住民選挙によって選出される。
市議会では、上記議員のほかに市長のトーマス・ガンスも投票権を有している。

### 首長

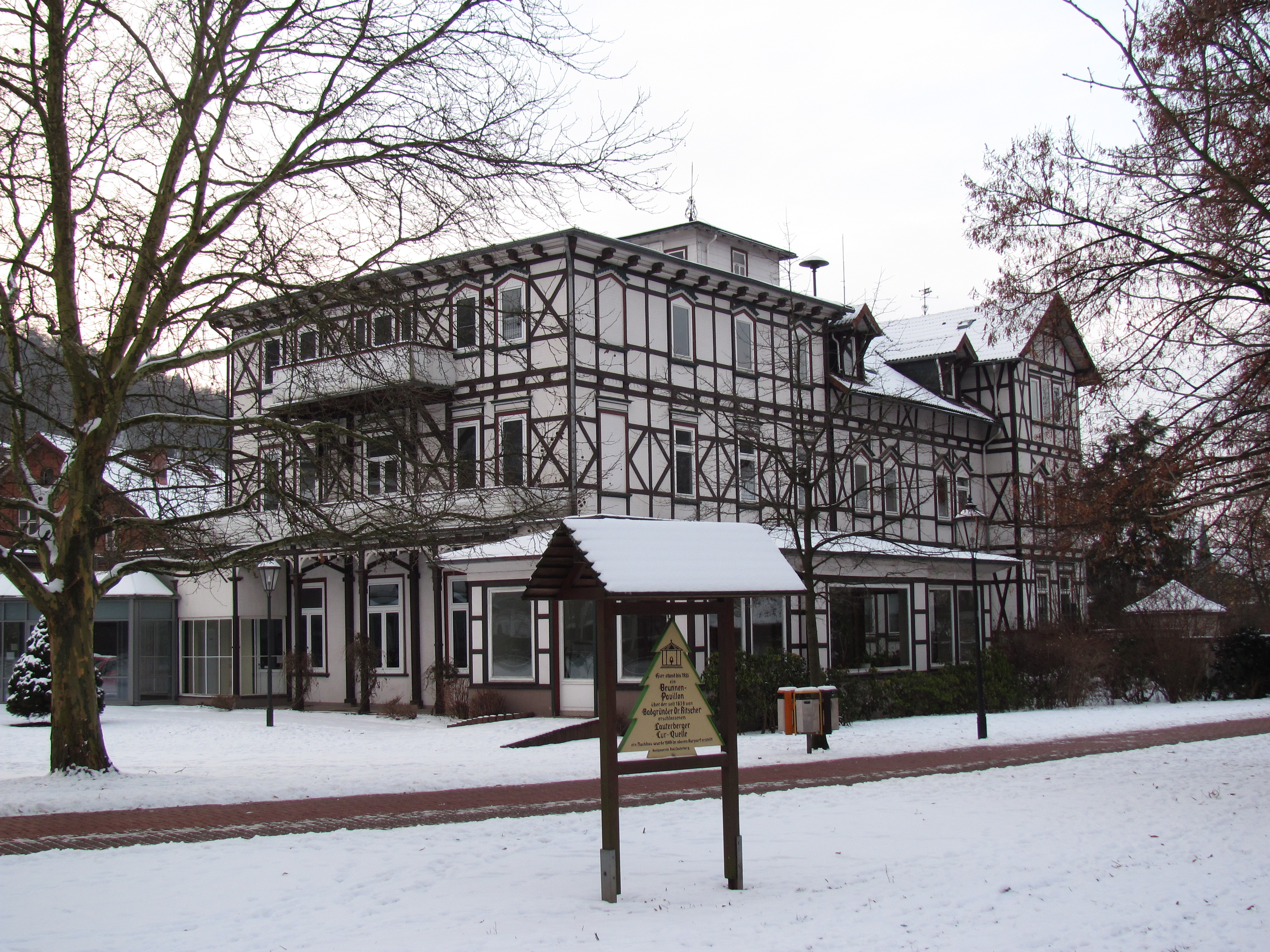
バート・ラウターベルク・イム・ハルツの市庁舎

この街の市長はロルフ・ランゲ (CDU) である。彼は2021年9月26日の市長選挙決選投票で、当時現職だったトーマス・ガンス (SPD) を相手に 55.67 % の票を獲得して当選した。この選挙の投票率は 61.95 % であった。

### 紋章と旗
図柄: 鋸歯状の分割線で赤地と金地に上下二分割。上部は分割線の上を歩き、こちらを向いて青い舌と青い爪で威嚇する金の獅子。下部は4本の赤い横帯。
解説: ラウターベルク、バルビス、バルトルフェルデ、オスターハーゲンの4地区は、元来個別に成立した集落であったが、いずれもかつてルッターベルク伯の所領に含まれていた。獅子はこの伯家の印章に由来する。鋸歯状の分割線は、現在の本市の市域に存在したシャルツフェルス城とルッターベルク城の2つの城砦を象徴している。4本の赤い横帯は、バート・ラウターベルク・イム・ハルツを構成する4つの地区を示している。
旗: バート・ラウターベルク市の旗は赤 - 金の配色である。

## 文化と見所

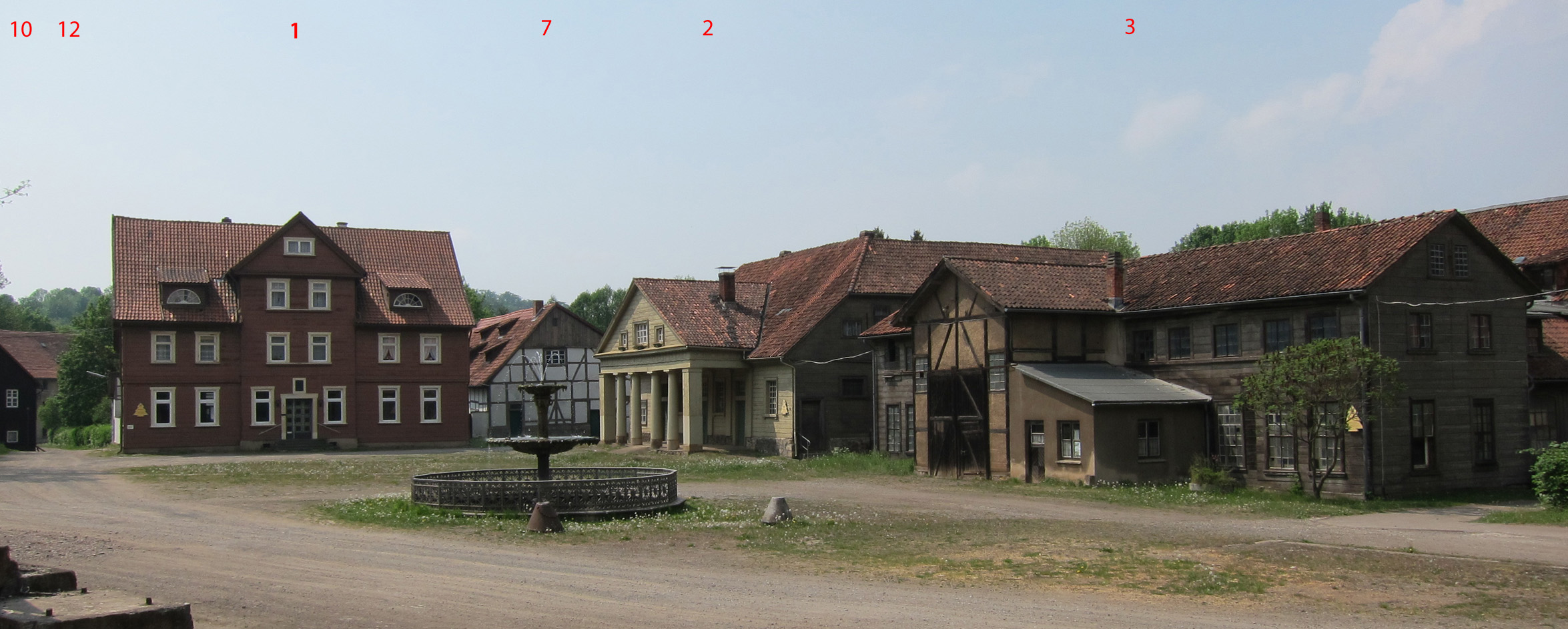
ケーニヒスヒュッテ全景

### 博物館
- ショルムツェヒェ見学坑: 1837年に掘削されたショルムツェヒェ鉄鉱石採掘坑は、1989年に見学客に公開され、かつての採鉱の様子を垣間見ることができる。ガイドツアーでは、ショルムツェヒェ坑だけでなく、かつて銅鉱石を採掘していたアウフリヒティヒカイト坑も見学することができる。
- 南ハルツ製鉄博物館を含むケーニヒスヒュッテ: かつてのケーニヒスヒュッテ鋳造所の敷地は、過去数世紀の鉄の精練について学ぶことができる、この種のものとしては北ドイツで唯一の産業文化財である。ガイドツアーでは古い建物のエリアが紹介され、ここに入居している製鉄博物館も見学できる。
- 郷土博物館: 郷土博物館には、鉱業の始まりから湯治場までの800年を超える市の歴史が展示されている。博物館は、リッチャー通りの旧エルンスト・ベンジャミン・リッチャー邸（湯治場の創始者）内にある。

### 建築

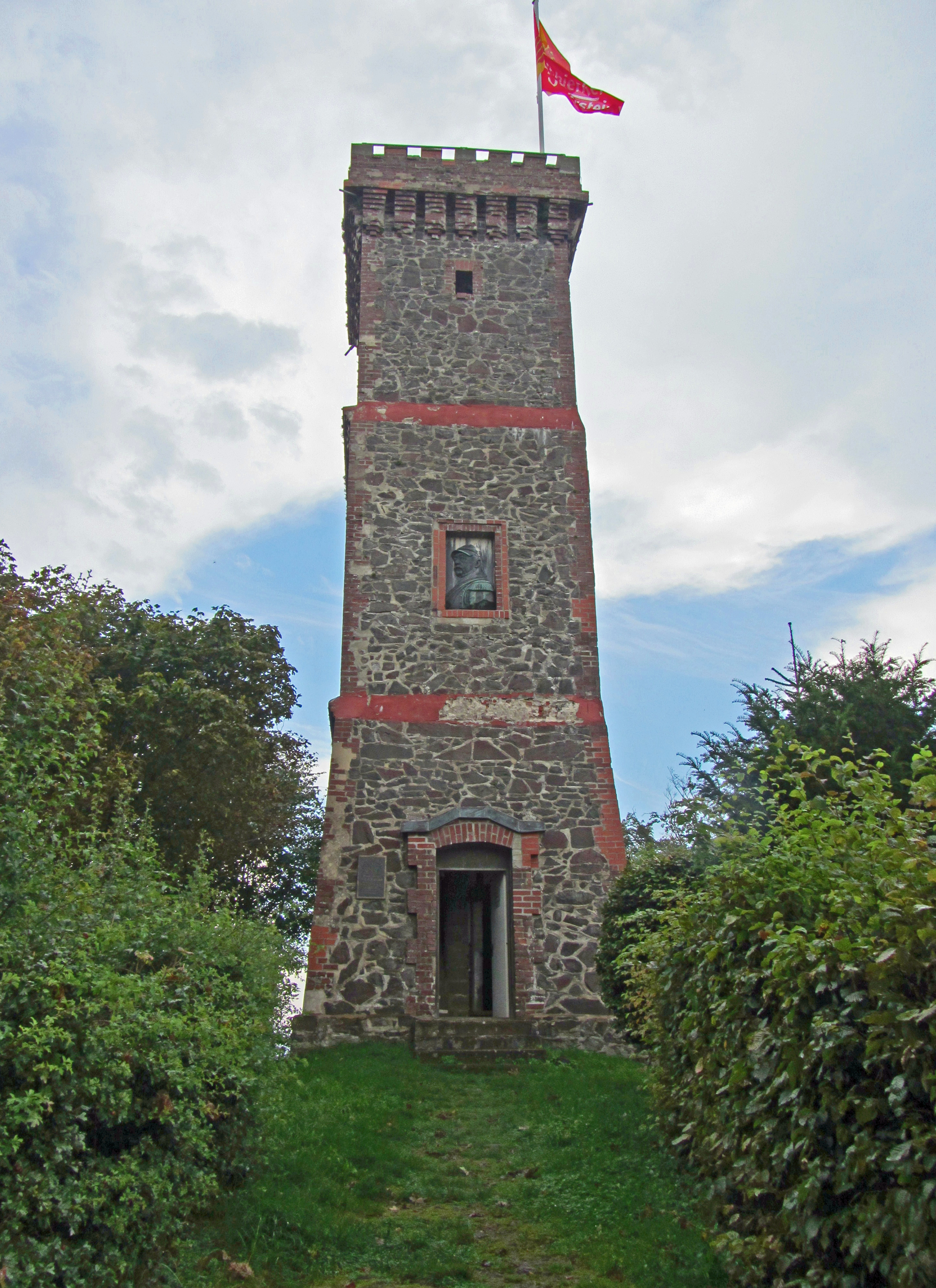
バート・ラウターベルクのビスマルク塔

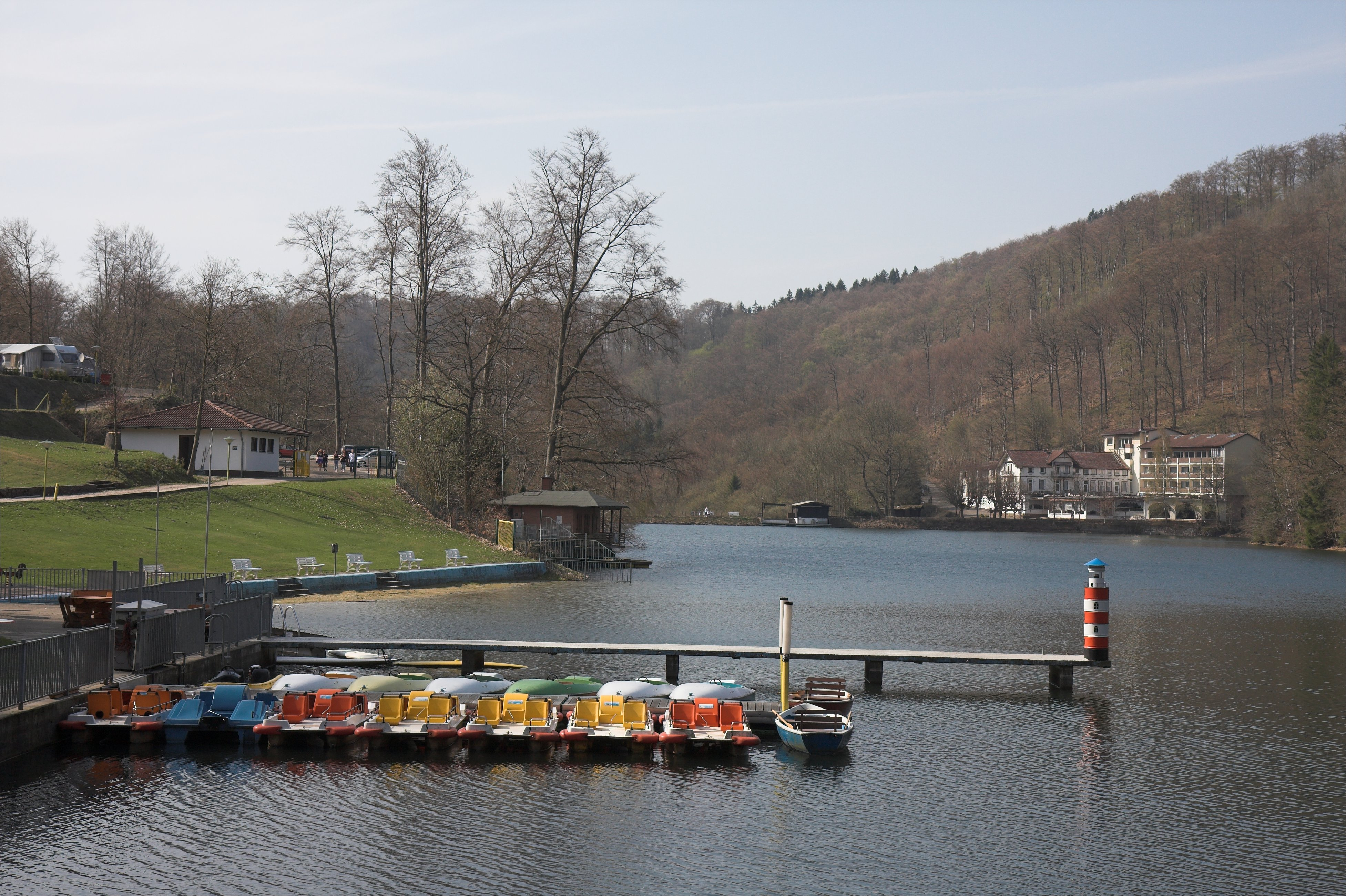
ヴィーゼンベーカー池

- ビスマルク塔: この高さ 15 メートルの展望塔は、538 メートルのクンメルベルク山頂に1904年から建設された、人気のハイキング地である。近くには森のレストランがある。
- 木組み建築の様式で建てられた市庁舎はクアパーク内にある。
- ハウスベルクのバート・ラウターベルク城ロープウェイ: 教会広場の近く、街の中心部にバート・ラウターベルク・ロープウェイの谷駅がある。このロープウェイは最大斜度 63 % で、ドイツで最も急勾配のロープウェイの一つで、高度差約 111 メートルを登っている。山上にはテラス付きレストランがある。
- オーダータール堰の堰堤: オーダータール堰は1934年に始動し、それ以来オーダー川の水を堰き止めている。堰堤は、高さ 53 メートル、全長 316 メートルである。オーダータール堰は人気のハイキング地で、ここでは釣り、ヨット、サーフィン、水泳やキャンプが楽しめる。オーダータール堰の建設により、アウエ地区[訳注 1]は定期的な洪水から免れた。その結果、ここに新たな集落が形成され、特に1949年以後集中的に住宅建設が進行した。
- ヴィーゼンベーカー池: ヴィーゼンベーカー池は、アウフリヒティヒカイト鉱山のための大きな水車を駆動させるために、早くも18世紀初めに造られた堰止め湖である。オーバーハルツ水利権の構成要素の一つであり、このため世界遺産「ランメルスベルク鉱山、歴史都市ゴスラーとオーバーハルツ水利管理システム」に含まれている。
- 聖アンドレアス教会: 現在の教会の前身は、1571年に建設され、1641年と1667年に火災で大きな被害を受けた。この教会は市の中心部のハウプト通り（メインストリート）沿いにあったため土地不足で空間的にこれを拡張することができなかった。このため、1736年に52本の木製の柱で第2の空中回廊を支える全く新しい教会が建設された。教会塔を建てる場所がなかったため、天井にボンネット型の屋根を戴く小塔を造るだけとした。この小塔は1878年に元の形に復元された。こうした立地条件から、この教会は内部に装飾豊かな調度を有していた。1911年から1912年の修復で現在の色鮮やかな彩色がなされ、1957年に修繕された。それ以前の壁は簡素な白色であった。第二次世界大戦中、この教会は連合国軍の爆撃で損傷し、屋根は1957年に全く新しく葺き直さなければならなかった。教会内部では、1736年に作製された講壇、祭壇が特に印象的である。祭壇の衝立は1667年以後の早い時期に創られた。ここには十字架群像、福音書記者ルカ（と雄牛）とヨハネ（と鷲）が描かれている。福音書記者マルコ（と獅子）とマタイは、講壇の近くに見られる。内陣の天井画には、鉱山の守護聖人である聖アンドレアスが描かれている。1988年製のオルガンは古い時代の木製の躯体に組み込まれている。オルガン席の手すりには、おそらく18世紀初期の4つの絵画が注目に値する。ここに描かれているのは、ダビデとヨナタン、ヨセフとファラオである。聖アンドレアス教会では、定期的に礼拝とコンサートが開催されている。
- リッチャー記念碑
- 旧バート・ラウターベルク駅: 市の西部にある木組み建築様式で建てられた駅舎は、元々ヒルデスハイムで1846年7月12日に完成した建物である[12]。ヒルデスハイムではその数十年後により大きな駅舎が必要となり、1880年代の初めに部材一つ一つに解体され、バート・ラウターベルクで再建され、運用された[13]。

- バート・ラウターベルク城ロープウェイ
- 聖アンドレアス教会
- 聖アンドレアス教会のオルガン

### 公園

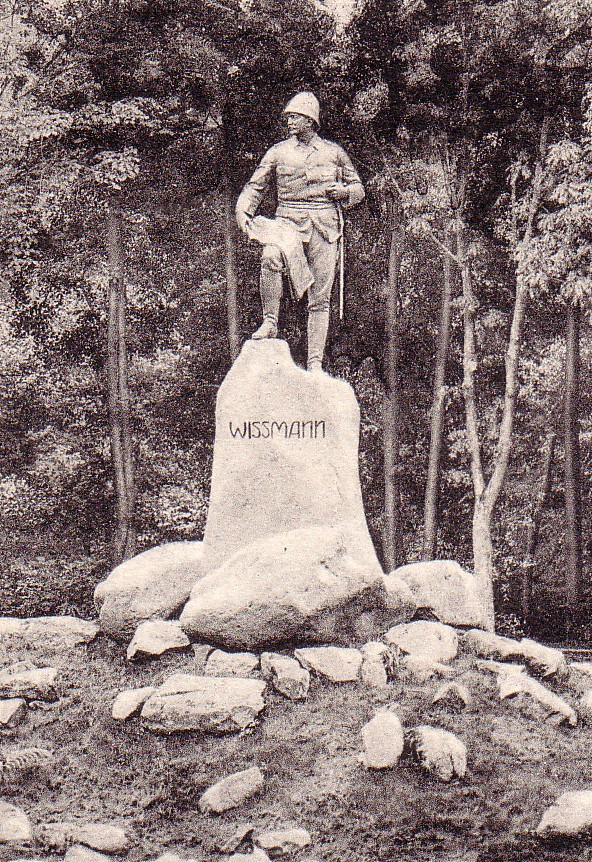
ヴィスマン記念碑

- バート・ラウターベルク・クアパーク: 19世紀後期に大規模に整備された広さ 20 ha のクアパークは散歩や休息に最適である。この公園では、池や古木に囲まれた多くの小径を散策することができる。そのほかに遊戯広場、テニスコート、水浴場、ミニゴルフ場、歴史的な泉の園亭、野外コンサート会場がある。クアパークに直接面して数多くのホテル、1910年建造の「クアハウス」（浴場）、「ゲストの家」、オーダー川がある。
- 小クアパーク: 小クアパークはヴィスマン通り、ゼバスティアン＝クナイプ＝プロムナード、クアハウス、市庁舎に囲まれた緑地である。この公園内には、戦没者記念碑、噴水、水車用水路の一部がある。
- ヴィスマン公園: ヴィスマン公園内には、ベルリンの彫刻家ヨハネス・ゲッツが制作したアフリカ研究家ヘルマン・フォン・ヴィスマン（ドイツ語版、英語版）のブロンズ立像がある。この像は、1908年9月4日にドイツ皇帝の公式代理人列席の下除幕された。ヴィスマンは帰国後、母親が住んでいたバート・ラウターベルクに好んで滞在した。

### 通りと広場

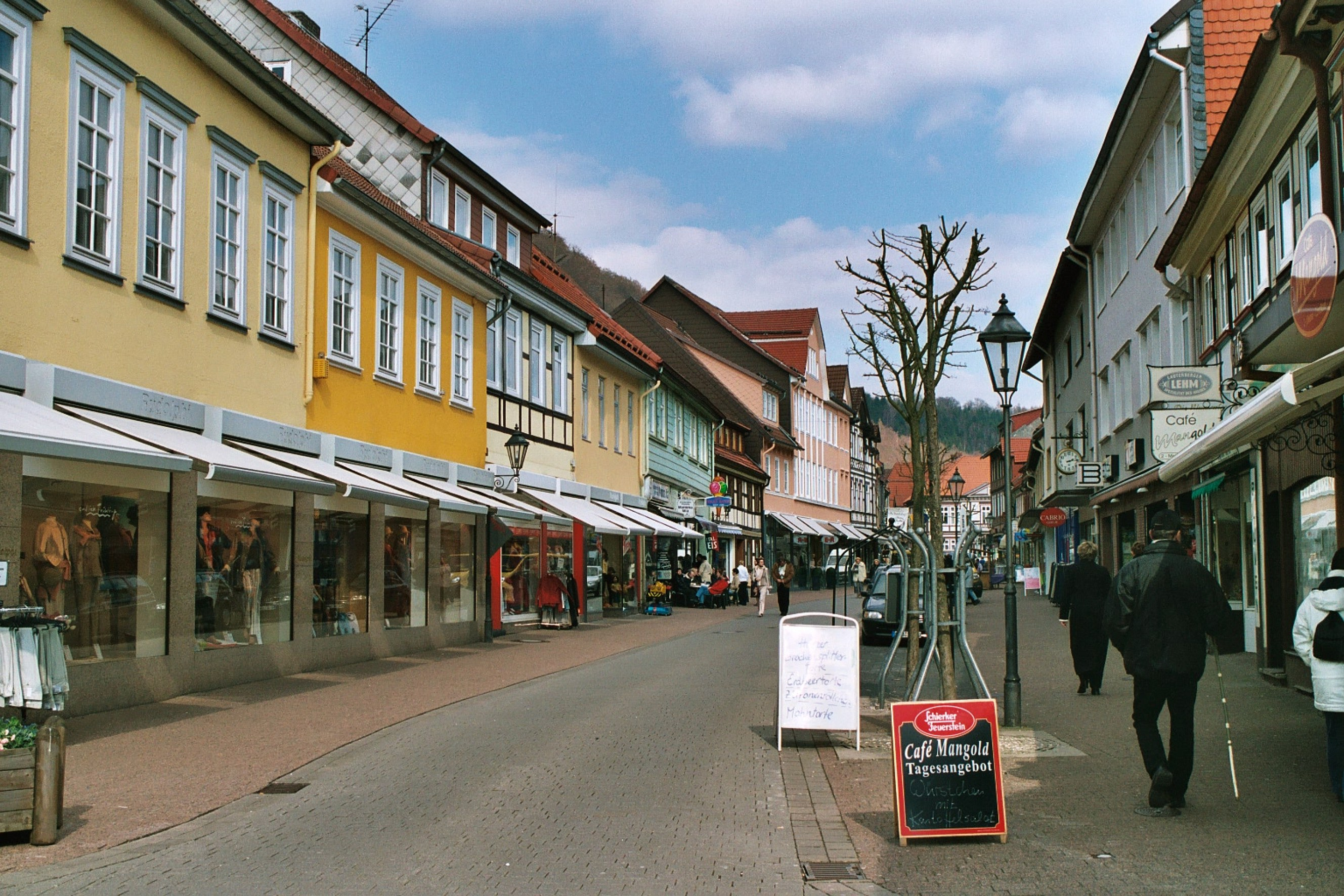
ハウプト通り

- ハウプト通り: ハウプト通りはこの街のショッピングストリートである。この通りは交通量が制限されており、特に土曜日と特別なイベントの際には歩行者専用地区となる。ここには、オフィス、ブティック、カフェ、酒場、バー、国際的なレストランがある。ハウプト通りとその脇道はアルトシュタット（旧市街）に属しており、多くの古い木組み建築や狭い小径がある。
- マルクト広場: 公的には「キルヒプラッツ」（教会広場）という名称のこの広場は、ハウプト通りに面し、聖アンドレアス教会近くに位置している。ここでは毎年、ワインフェストやクリスマス村などのイベントが開催される。このほかに、毎週金曜日に週の市が開かれる。

### 音楽
- 音楽の日
- 温泉・特別コンサート
- ティーダンス
- ナイトビート（数多くの酒場やバーでライブが行われる音楽フェスティバル）

ケルンの音楽レーベル「ウンテルム・ドゥルヒシュニット」はバルビス地区で発足した。

### スポーツ

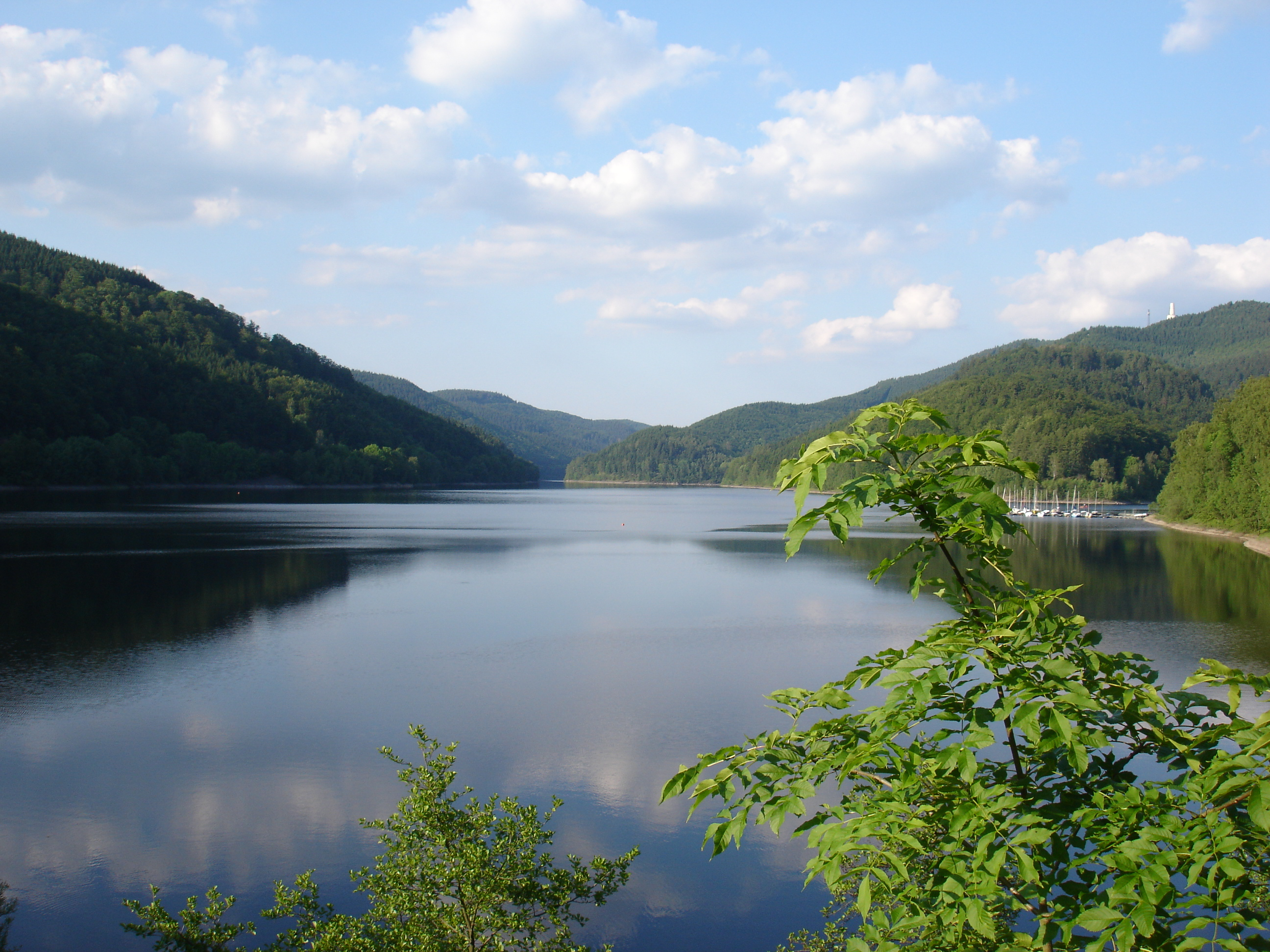
オーダータール湖

- ウォータースポーツ: 多くのプールや湖が、観光客や地元住民の水泳に利用されている。たとえば、ヴィタマール体験プール、キルヒベルクテルメ、バルビスの屋外プール、ヴィーゼンベーカー池などである。ヨット、釣り、サーフィンといったこれ以外のウォータースポーツにはこれよりも大きなオーダータール湖が利用できる。クアパークや森の遊歩道沿いに多くの水浴場があることも特徴である。
- ハイキング: バート・ラウターベルク周辺には総延長約 120 キロメートルに及ぶ遊歩道がある。多くの山上には展望台やレストランがある。遊歩道には標識が整備されており、距離に合わせて様々なゴールが設けられている。有名なカルスト遊歩道は、バート・ラウターベルクやその地区集落を通っている。
- ノルディックウォーキング: 難度に応じて区別された標識が整備された数多くのノルディック＝ウォーキング＝コースが設けられている。
- マウンテンバイク: マウンテンバイク用にも数多くの小径やルートが設けられている。
- ウィンタースポーツ: リフトを備えたスキーゲレンデがある。また、長距離ロイペが設けられており、ハルツ・ロイペネットに接続している。
- テニス: 3つの屋内テニス場と、数多くの屋外テニスコートがある。たとえば、クアパークやバルビスにある。
- サッカー: バート・ラウターベルク市内およびオスターハーゲン、バルトルフェルデ、バルビスに数多くのサッカーグランドがある。
- フィットネス: 市内には数多くのフィットネスセンターがある。
- スポーツイベント: 年に1度ウィンターナイトレースが開催される。このレースは雪の夜で行われる。コースは観客の持つ明かりで照らされる[14]。

### 年中行事
- 射撃祭
- ワインフェスト
- 春と秋のハプニング（日曜日に店が開くイベント）
- バート・ラウターベルクのクリスマス村
- 馬車のパレード
- ナイトウォッチツアー

## 経済と社会資本

### 経済
牧歌的な谷の立地、州認定のクナイプ浴場やシュロート湯治場といった位置づけから、本市は人気の湯治、休暇、ハイキングの目的地となっている。こうした環境から観光業がこの街の基幹産業となっている。
市内には多くの保養所、病院、ペンション、大型ホテルがある。市内には合わせて3,800床以上の宿泊施設がある。このほかにバート・ラウターベルクにはキルヒベルクテルメや、そのトロピカルな環境がギネスブックに記録されておりバナナが生育しているヴィタマール＝屋内プールがある。オーダータール堰とヴィーゼンベーカー池の畔にはそれぞれキャンプ場がある。
このほかの重要な産業分野は小売業である。本市には、多彩な商品を扱う商店やブティックが人口に比してかなり多く存在している。
本市の大企業としては、たとえば、エクサイド（フォークリフト、自動車、潜水艦用バッテリー製造）や、ドクトル・ルドルフ・アルベルティ・ドイツ重晶石工業 GmbH & Co. KG（染料、ラッカー、合成樹脂、ゴム産業および床被覆材、ガラス、ブレーキライニング、防音材製造）がある。このほかの雇用者の多い企業としては、ヘーマイヤー包装、ペトルスキー鉄鋼、フレーリヒ合成樹脂、フィンストラル、ヴィストーバ筆工場などがある。
バート・ラウターベルクは、この街で製造・瓶詰めされる「シールカー・フォイアーシュタイン」や「ハルツァー・グルーベンリヒト」といったリキュールでも知られている。

### 教育
この街には以下の学校がある:
- アム・ハウスベルク基礎課程学校
- バルビス基礎課程学校（2016年まで）
- バルトルフェルデ基礎課程学校（2015年まで）
- KGS（共同型総合学校）アビトゥーア課程を含む

このほかに市立図書館が「ゲストの家」の中にある。

### 交通

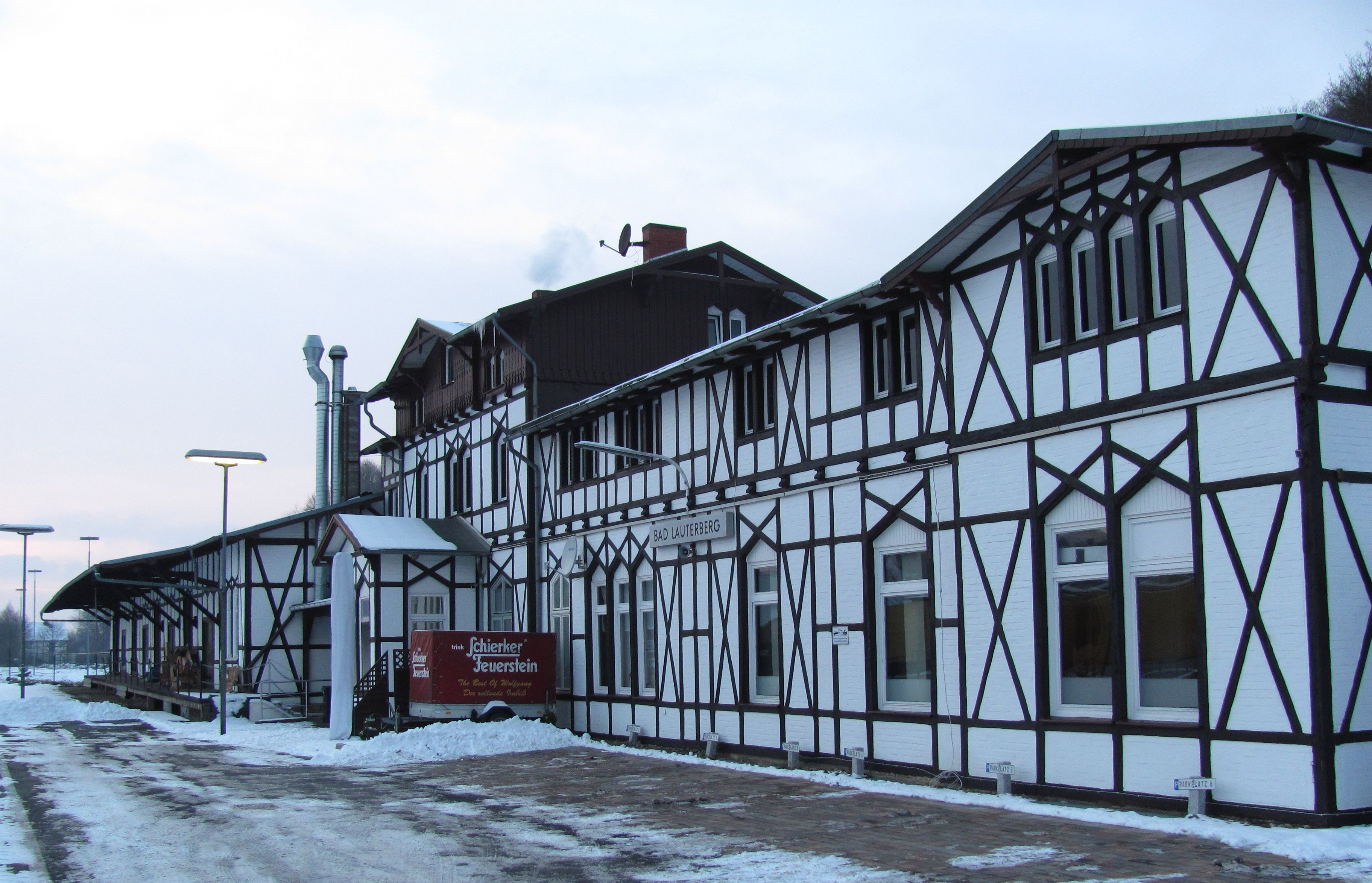
旧バート・ラウターベルク駅

#### 鉄道
市内を南ハルツ線（ノルトハイム - ノルトハウゼン）が通っている。バート・ラウターベルク・イム・ハルツ＝バルビス駅には1時間ごとにDBレギオのレギオナルバーンが停車する。バス（450号線と471号線）が駅と市内中心部のバス停とを10分ほどで結んでいる。旧バート・ラウターベルク駅およびバート・ラウターベルク中心部のバート・ラウターベルク・クアパルク駅は、シャルツフェルト - ザンクト・アンドレアスベルク線の駅であったが廃線となり、軌道は撤去された。シャルツフェルト地区の外れにあったシャルツフェルト駅は新しく設けられたバルビス駅のために閉鎖された。

#### 公共旅客近郊交通
バート・ラウターベルクは2つのバス路線で周辺地域と結ばれている。450号線は日曜・祝日も運行しており、本数も多い。471号線はバルビス地区だけでなく、離れたバルトルフェルデ地区やオスターハーゲン地区も結んでいる。
- 450号線: ヘルツベルク・アム・ハルツ - シャルツフェルト - バルビス - バート・ラウターベルク - オーダータール - ザンクト・アンドレアスベルク
- 471号線: バート・ザクサ - シュタイナ - オスターハーゲン - バルビス - バート・ラウターベルク

#### 道路
バート・ラウターベルクは連邦道 B27号線（ブランケンブルク - ゲッティンゲン）およびB243号線（オステローデ - ノルトハウゼン）沿いに位置している。2008年末以降、アウエ地区を迂回する新しいバイパス区間（B27号線）が利用可能となった。アウトバーンへのアクセス改善およびバルビス、バルトルフェルデ、オスターハーゲンの交通量緩和のために、B243号線の4車線バイパス道路が新設された。このバイパス道路はオーダータール橋およびヴィンケルタール橋を渡る。また、バルビス、バート・ラウターベルク西、バート・ラウターベルク南のインターチェンジが設けられた。この区間は2014年9月5日に開通した。
西のバルビスから東のオーダータール堰まで、7 キロメートルの区間を通る自転車道が数多く存在する。オーダータール堰から下流のオーダータールまではB27号線沿いに自転車道がある。オーダータールからクアパークまでは旧鉄道跡、クアパークからアウエの入り口までは旧B27号線（ヴィスマン通り、バーンホーフ通り、シャルツフェルダー通り）の自転車レーンを利用する。ここからバルビスまでは2つの経路（フェルスターシュテーク/オーダーフェルダー通り）がある。

## 人物

### 出身者
- アルフレート・リッチャー（ドイツ語版、英語版）（1879年 - 1963年）南極探検隊隊長
- ビビアナ・シュタインハウス（1979年 - ）サッカー審判員

### ゆかりの人物
- ヘルマン・フォン・ヴィスマン（ドイツ語版、英語版）（1853年 - 1905年）アフリカ研究家。ドイツ領東アフリカ（現在のタンザニア）長官

## 訳注
1. ↑  アウエ (ドイツ語: Aue) は川辺の草地を意味しており、元々は氾濫原であったことが判る。